# 下村満子
下村 満子（しもむら みつこ、1938年6月17日 - ）は、日本のジャーナリスト。東京都出身。旧姓、山田。

## 経歴
三宝教団第2代管長の山田耕雲の娘。母の山田和江は健康事業総合財団名誉理事長。弟の山田匡通は東京三菱銀行専務取締役、三菱証券代表取締役会長、イトーキ代表取締役会長を歴任。夫の下村紘一郎は健康事業総合財団専務理事。
慶應義塾女子高等学校、慶應義塾大学経済学部卒業、ニューヨーク大学大学院修士課程修了。
1965年、朝日新聞社に入社。1982年、女性記者として初めてボーン・上田記念国際記者賞を受賞。在職中、1987年から1年間、ハーバード大学ニーマン特別研究員を務める。1994年に朝日新聞社を退社するまで、週刊朝日編集部やニューヨーク特派員を経て朝日ジャーナル編集長や同編集委員を務めた。1992年に朝日ジャーナルが休刊になったときの編集長であった。1995年、アジア女性基金の呼びかけ人となり、同組織の理事に就任した。朝日新聞退社後は両親が経営していた財団法人東京顕微鏡院の経営を引き継ぎ、2022年現在も顧問を務める。ほか私塾『下村満子の生き方塾』などで活動している。

## 人物
- 鳩山幸（鳩山由紀夫元首相夫人）、細川佳代子（細川護煕元首相夫人）、湯川れい子と「スワンシスターズ」を結成し、音楽活動を行っている。
- 評論家の立花隆は自著の中で、下村編集長時代の朝日ジャーナルの誌面や編集について「ジャーナリスティックなセンスがゼロである」「どう考えても朝日ジャーナルをつぶしたのは、下村満子編集長である」など、痛烈に批判している[7]。

## 受賞
- ボーン・上田記念国際記者賞（1982年）
- 日本翻訳出版文化賞（1987年）
- アメリカ合衆国コロンビア大学医学部アテナ国際賞（2002年）

## テレビ番組
- 人生の選択（BS日テレ）

## 著書
- 『アラビアの王様と王妃たち』朝日新聞社, 1974
- 『減速経済を生きる 財界人トップインタビュー』朝日新聞社, 1976
- 『世界の大経営者たち 独占会見』朝日新聞社, 1977.8
- 『世界のトップレディーたち』朝日新聞社, 1979.2 「華麗に生きる世界の女性たち」 (角川文庫)
- 『記者の目女の目 私の主観的取材ノート』PHP研究所, 1980.5　のち集英社文庫
- 『松下幸之助「根源」を語る』ダイヤモンド社, 1981.3
- 『アメリカの男たちは、いま』朝日新聞社, 1982.11  「男たちの意識革命」 (朝日文庫)
- 『われわれは敗けない 勝者型社会アメリカの経営者たち』学陽書房, 1983.5
- 『アメリカ人のソ連観』朝日新聞社, 1984.10 のち文庫
- 『地球企業の経営者 ビジネスリーダーの行動原理』山手書房, 1985.11
- 『駄々っ子アメリカとお大尽日本』講談社, 1986.7
- 『ソ連人のアメリカ観』朝日新聞社, 1986.9　のち文庫
- 『下村満子の気になる男たち』編. 朝日新聞社, 1987.12
- 『ハーバード・メモリーズ アメリカのこと・日本のこと』PHP研究所, 1989.2　のち文庫
- 『日本たたきの深層 アメリカ人の日本観』朝日新聞社, 1990.12
- 『フロントページバックページ』晩声社, 1991.6
- 『下村満子の大好奇心』編. 朝日新聞社, 1992.1
- 『編集長・下村満子の大好奇心』編. 朝日新聞社, 1992.11
- 『いい男の時代』PHP研究所, 1996.2
- 『下村満子と9人の経営者が語る成功の条件』編著. 三修社, 1997.7

### 共編著
- 『おんなのキャリア作戦』 (新おんなゼミ) 編著. 講談社, 1979.8
- 『輝いてworking 3  ジャーナリスト・下村満子』伊地知裕子共著 作品社, 1986.12
- 『小沢征爾とサイトウ・キネン・オーケストラ1992-94 (Music gallery wide) 木之下晃 写真, 中河原理共著. 音楽之友社, 1995.8
- 『「慰安婦」問題とアジア女性基金』大沼保昭,和田春樹共編. 東信堂, 1998.10
- 『自由の森で大学ごっこ 2』立松和平,筑紫哲也,杉浦日向子,田丸美寿々,平山郁夫共著. 小学館, 1999.5
- 『ありがとうおかげさま いのちとは何か生きるとは何か』編著,稲盛和夫,村上和雄,渥美和彦,米沢富美子,中森じゅあん [述]. 海竜社, 2006.2
- 『いのちとは何か生きるとは何か 現代の英知が人間の根源を見つめる』編著. ロングセラーズ, 2010.3

### 翻訳
- ハーブ・ゴールドバーグ『男が崩壊する』PHP研究所, 1982.9
- マリリン・フェイブ,ノーマ・ウィクラー『産む選択・産まない選択』三笠書房, 1984.10
- ベティ・フリーダン『セカンド・ステージ 新しい家族の創造』集英社, 1984.5
- 盛田昭夫,エドウィン・M. ラインゴールド『MADE IN JAPAN―わが体験的国際戦略』朝日新聞社, 1987.1　のち文庫
- フランシス・バウムリ 編著『正しいオトコのやり方 ぼくらの男性解放宣言』学陽書房, 1991.8
- マリアン・W.エーデルマン『生きるためのレッスン25 母から息子への手紙』新潮社, 1994.12
- ジョエル・マコワー, Business for social responsibility『社会貢献型経営ノすすめ (21HR)』監訳, 村上彩訳. シュプリンガー・フェアラーク東京, 1997.11
- マリアン・レガト『イブに生まれて こんなに違う女の医療と男の医療』監訳, 山田睦子 訳. 健学社, 2005.9
- マリアン・レガト『すぐ忘れる男決して忘れない女』監訳, 山田睦子 訳. 朝日新聞社, 2007.4　のち文庫
- ダライ・ラマ14世『ダライ・ラマ法王、フクシマで語る 苦しみを乗り越え、困難に打ち勝つ力』企画・監修. 大和出版, 2012.3
- 『稲盛和夫と福島の子どもたち「人は何のために生きるのか」 大震災・原発被災の苦しみを乗り越えて』編. ロングセラーズ, 2014.11